# Tom McNally, Baron McNally

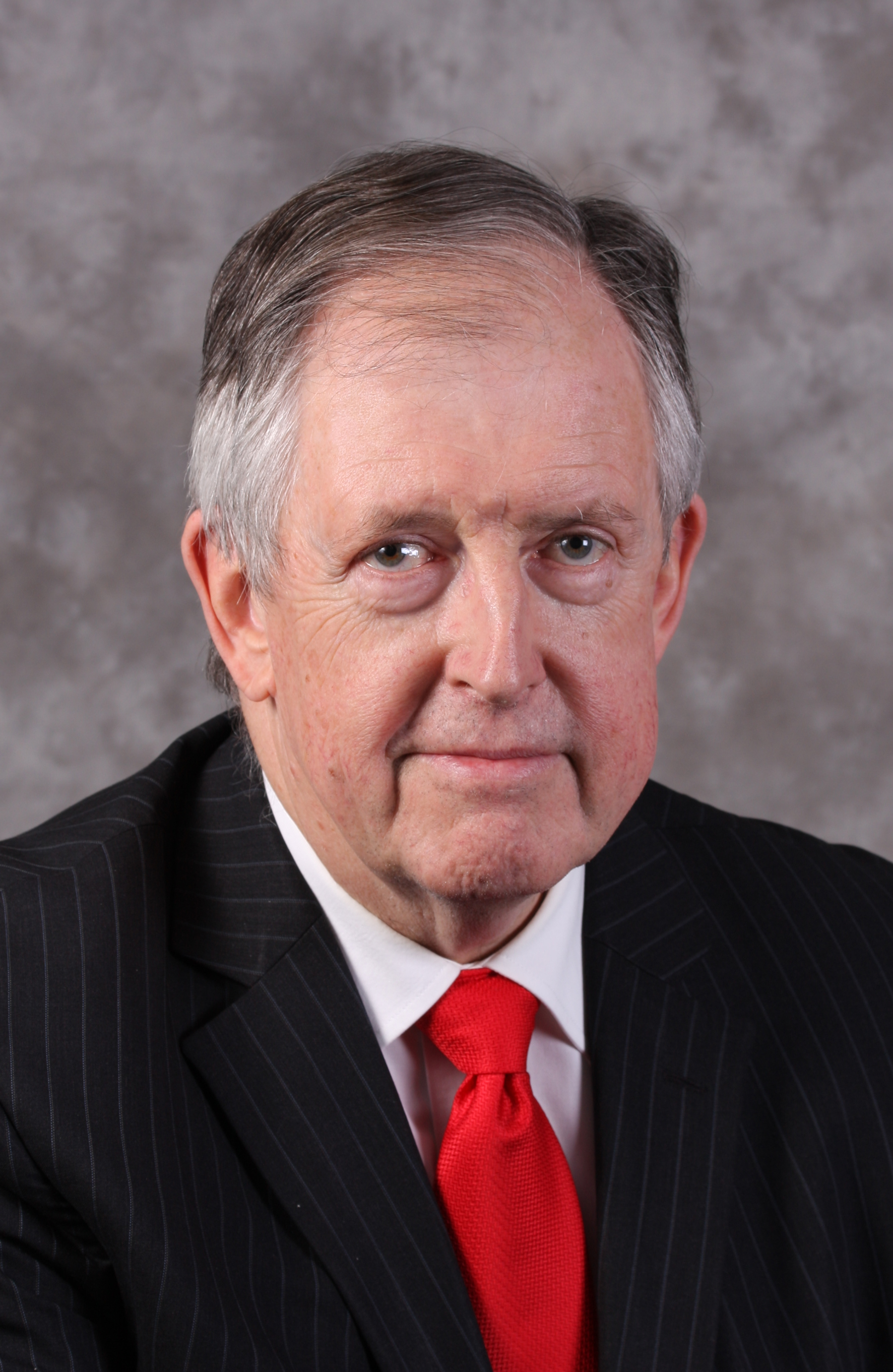
Tom McNally, Baron McNally

Tom McNally, Baron McNally, PC (* 20. Februar 1943 in Blackpool) ist ein britischer Politiker und der derzeitige Fraktionsführer der Liberal Democrats im House of Lords und Staatsminister im Justizministerium.

## Jugend und Ausbildung
McNally wurde in Blackpool in eine irisch-katholische Familie geboren. Er ging dort auf das St Joseph's College. Er studierte am University College London, wo er zum Präsidenten des Debattierclubs und zum Präsidenten der Students Union gewählt wurde.

## Berufliche Karriere
Er arbeitete zunächst für die Fabian Society und war dann hauptamtlicher Funktionär der Labour Party, wo er als Internationaler Sekretär arbeitete. Er war politischer Berater des Außenministers James Callaghan während des Zypernkonflikts, bevor er Leiter des Büros des Premierministers wurde, als Calghan Nachfolger von Harold Wilson wurde.

## Politische Karriere
1979 wurde er für die Labour Party in das House of Commons gewählt. 1981 gehörte er zu den Überläufern zur Social Democratic Party. 1983 war er Kandidat der SDP im Wahlkreis Stockport, erreichte aber nur den dritten Platz und schied aus dem House of Commons aus. Ab 2007 war er Präsident der Liberal Democrat Party in Stockport. Ab 1993 war er Leiter der Öffentlichkeitsarbeit von Shandwick Consultants. Am 18. November 1995 wurde seine Erhebung zum Life Peer bekanntgegeben. Mit Letters Patent vom 20. Dezember wurde er als Baron McNally, of Blackpool in the County of Lancashire, zum Life Peer erhoben und wurde dadurch Mitglied des House of Lords.
Er agierte als Fraktionsführer der Liberaldemokraten im House of Lords ab der Sitzungsperiode 2004/05 als Nachfolger von Shirley Williams, Baroness Williams of Crosby.
Im Januar 2006 war er in den Rücktritt von Charles Kennedy mit kritischen Kommentaren zu dessen Parteiführung involviert. McNally kritisierte Kennedy als glanzlos und langweilig. In einem Interview am 21. Januar  sagte er, dass er seit den 1980ern alkoholabhängig sei.
Im Mai 2010, nach Bildung der konservativ-liberaldemokratischen Regierung wurde Lord McNally zum Staatsminister für Justiz unter Kenneth Clarke ernannt.

## Familie
Lord McNally ist verheiratet und hat zwei Söhne und eine Tochter.